# Deileptenia ribeata
Deileptenia ribeata là một loài bướm đêm trong họ Geometridae.

## Hình ảnh

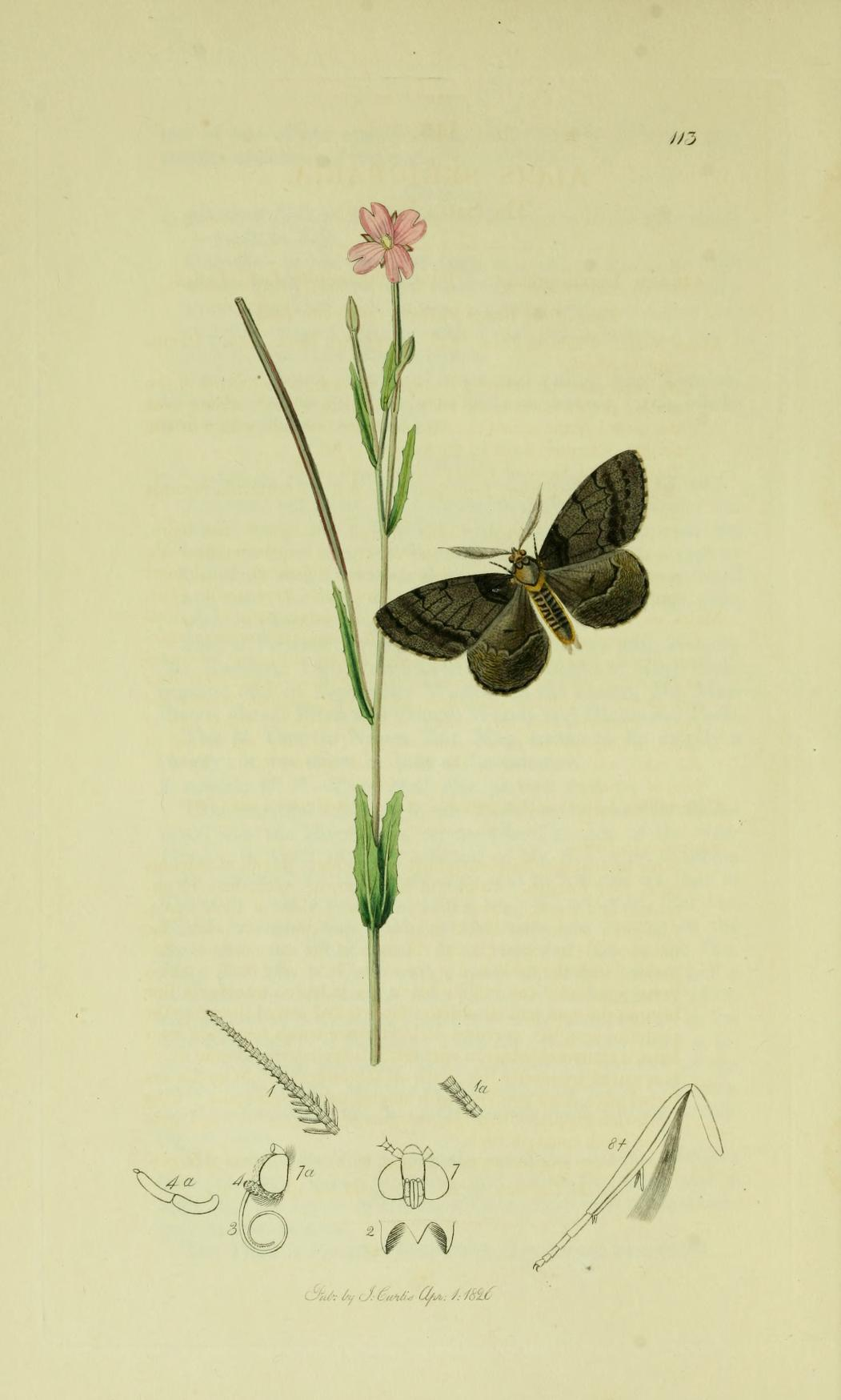
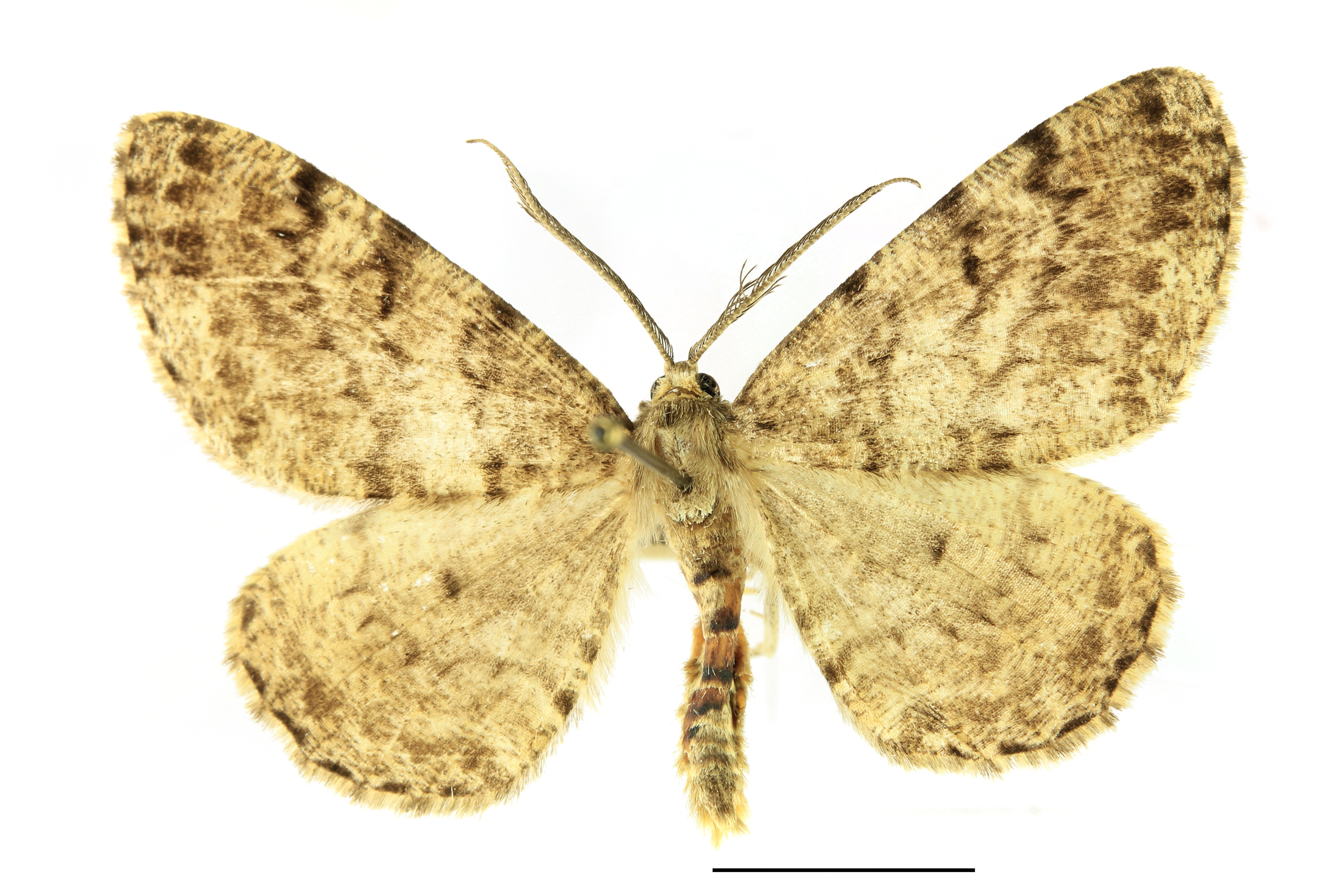
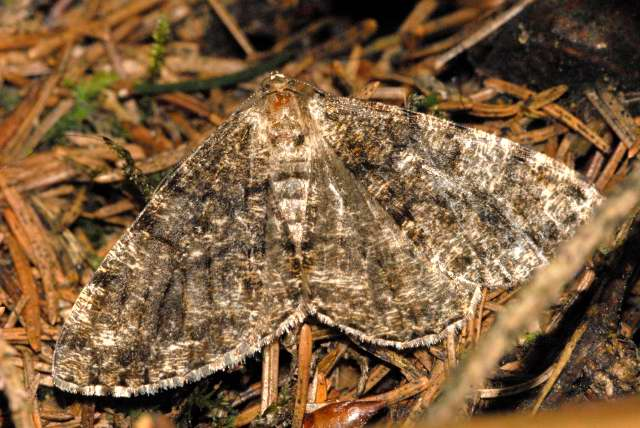
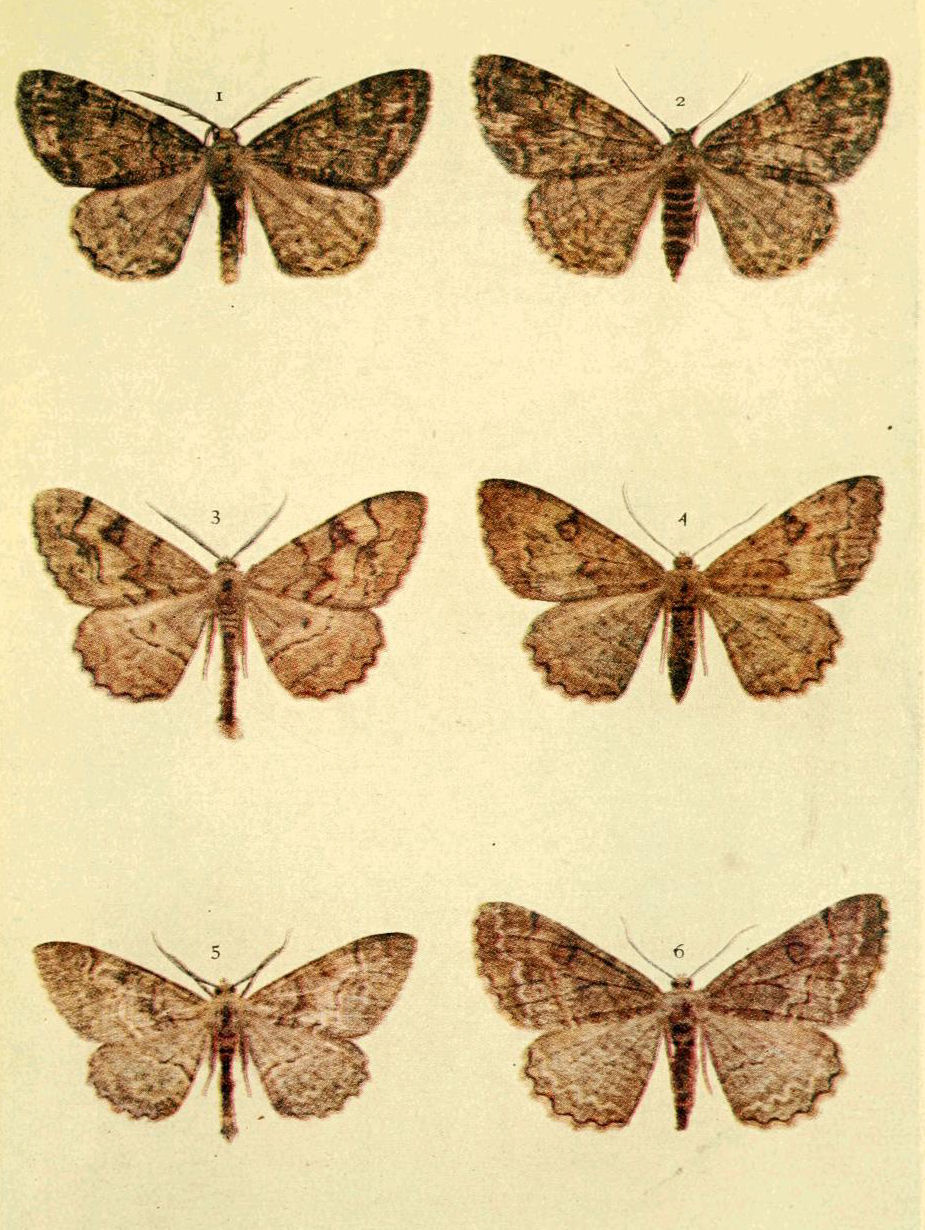